# 4A busz (Zalaegerszeg)
A zalaegerszegi 4A jelzésű autóbusz a Vasútállomás és Zalabesenyő között közlekedik. A vonalat a Volánbusz üzemelteti.

## Útvonala
| Zalabesenyő felé                                                                              | Vasútállomás felé |
| --------------------------------------------------------------------------------------------- | --- |
| Vasútállomás vá. – Zrínyi Miklós utca – Posta utca – Szövetkezet utca – Zalabesenyő, bolt vá. | Zalabesenyő, bolt vá. – Szövetkezet utca – Besenyő utca – Esze Tamás utca – Szövetkezet utca – Posta utca – Zrínyi Miklós utca – Vasútállomás vá. |

## Megállóhelyei
| 0 | Vasútállomás végállomás                  | 13 | 1, 1U, 1Y, 3, 3Y, 4, 4E, 4U, 4Y, 5U, 9U, 10, 10Y, 11, 11A, 11Y, 41, C2, C4 Zalaegerszeg |
| 2 | Bartók Béla utca - Zrínyi utca           | 10 | 4, 4E, 4U, 4Y, 41, 44, C4                                                               |
| 3 | TÜZÉP                                    | 9  | 4, 4Y, 41, 44, 48, C4                                                                   |
| 4 | MOL Nyrt. bejárati út                    | 8  | 4, 4Y, 41, 44, 48, C4                                                                   |
| 5 | Volán-telep                              | 7  | 4, 4E, 4U, 4Y, 41, 44, 48, C4                                                           |
| 6 | Flex A                                   | 6  | 4, 4E, 4U, 4Y, 41, 44, 48, C4                                                           |
| 7 | Zalabesenyő elágazó                      | 5  | 4, 4E, 4U, 4Y, 41, 44, 48, C4                                                           |
| ∫ | Zalabesenyő, Esze utca - Csörge utca     | 4  | 4E, 4U, 4Y                                                                              |
| ∫ | Zalabesenyő, Esze utca - Cseresnyésszeri | 3  | 4E, 4U, 4Y                                                                              |
| ∫ | Zalabesenyő, Esze utca - Besenyő utca    | 2  | 4E, 4U, 4Y                                                                              |
| ∫ | Zalabesenyő iskola                       | 1  | 4E, 4U, 4Y                                                                              |
| 9 | Zalabesenyő, bolt végállomás             | 0  | 4E, 4U, 4Y                                                                              |